# Myrtis (Athénienne)
Pour les articles homonymes, voir Myrtis.

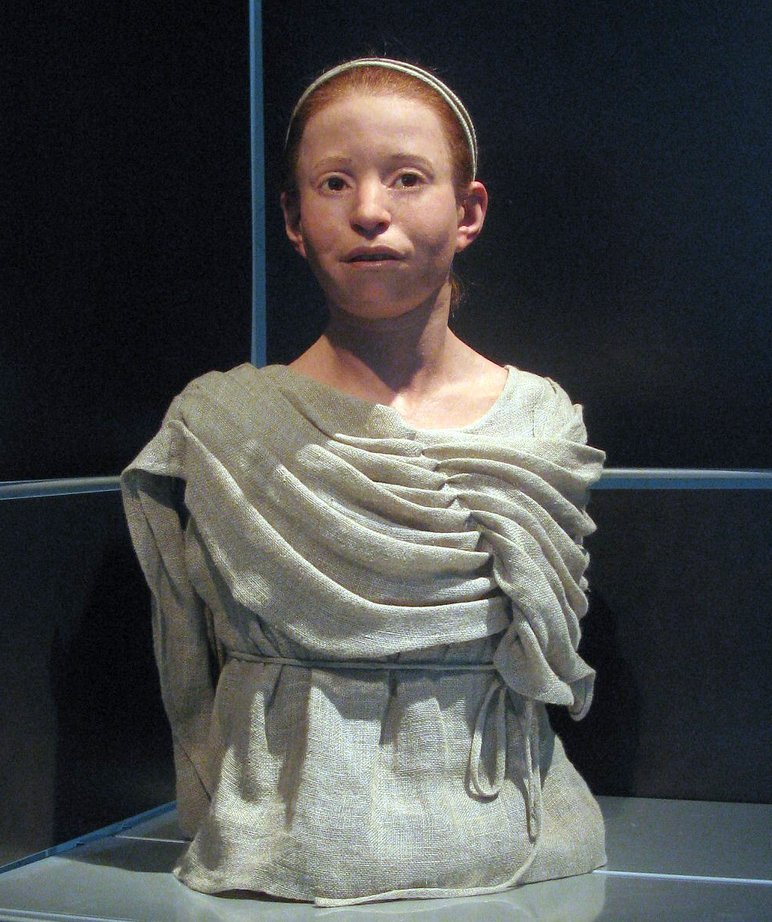
Reconstitution de l'apparence de « Myrtis » au Musée national archéologique d'Athènes en 2010.

Myrtis est le nom donné par les chercheurs à une jeune fille de 11 ans ayant vécu à Athènes au Ve siècle av. J.-C. dont les restes ont été découverts en 1994-1995 dans une sépulture collective lors des travaux de construction d'une station de métro dans le quartier du Céramique à Athènes, en Grèce. 

## Histoire de la découverte
En 1994-1995, des fouilles archéologiques préventives sont menées sur le trajet du futur métro d'Athènes par les archéologues du Service du Ministère de la Culture, sous la direction d'Éfi Baziotopoúlou-Valaváni. Dans le secteur du Céramique, les fouilles mettent au jour une fosse commune contenant les restes de plus de 150 squelettes des deux sexes et de tous âges. Ces squelettes sont datés précisément grâce aux vases peints également retrouvés dans la fosse, et dont le décor, très variable selon les époques, est datable des années 440-425 avant J.-C. Une telle découverte est rarissime, car elle révèle une sépulture réalisée dans des conditions inhabituelles et de manière précipitée : normalement, les morts étaient brûlés avant d'être inhumés. Les archéologues émettent alors l'hypothèse que ces morts sont des victimes de la peste d'Athènes qui ravage la ville au début de la guerre du Péloponnèse, entre 429 et 426. L'état de conservation remarquable et rare de plusieurs crânes retrouvés dans cette fosse et dans d'autres découvertes dans le nord de la ville rendent possible des analyses ADN menées dans deux laboratoires de neurobiologie moléculaire, à Athènes et en Crète, à partir d’échantillons effectués dans les cavités dentaires en suivant un protocole scientifique mis au point à l'université d’Aix-Marseille en France et qui avait été utilisé jusqu'à présent pour analyser des vestiges humains de momies égyptiennes ou de restes remontant au Moyen âge. Ces analyses prouvent que les personnes ensevelies dans la fosse sont mortes d'une fièvre typhoïde provoquée par une bactérie de la famille des salmonelles, Salmonella enterica serovar Typhi. 

## La reconstitution

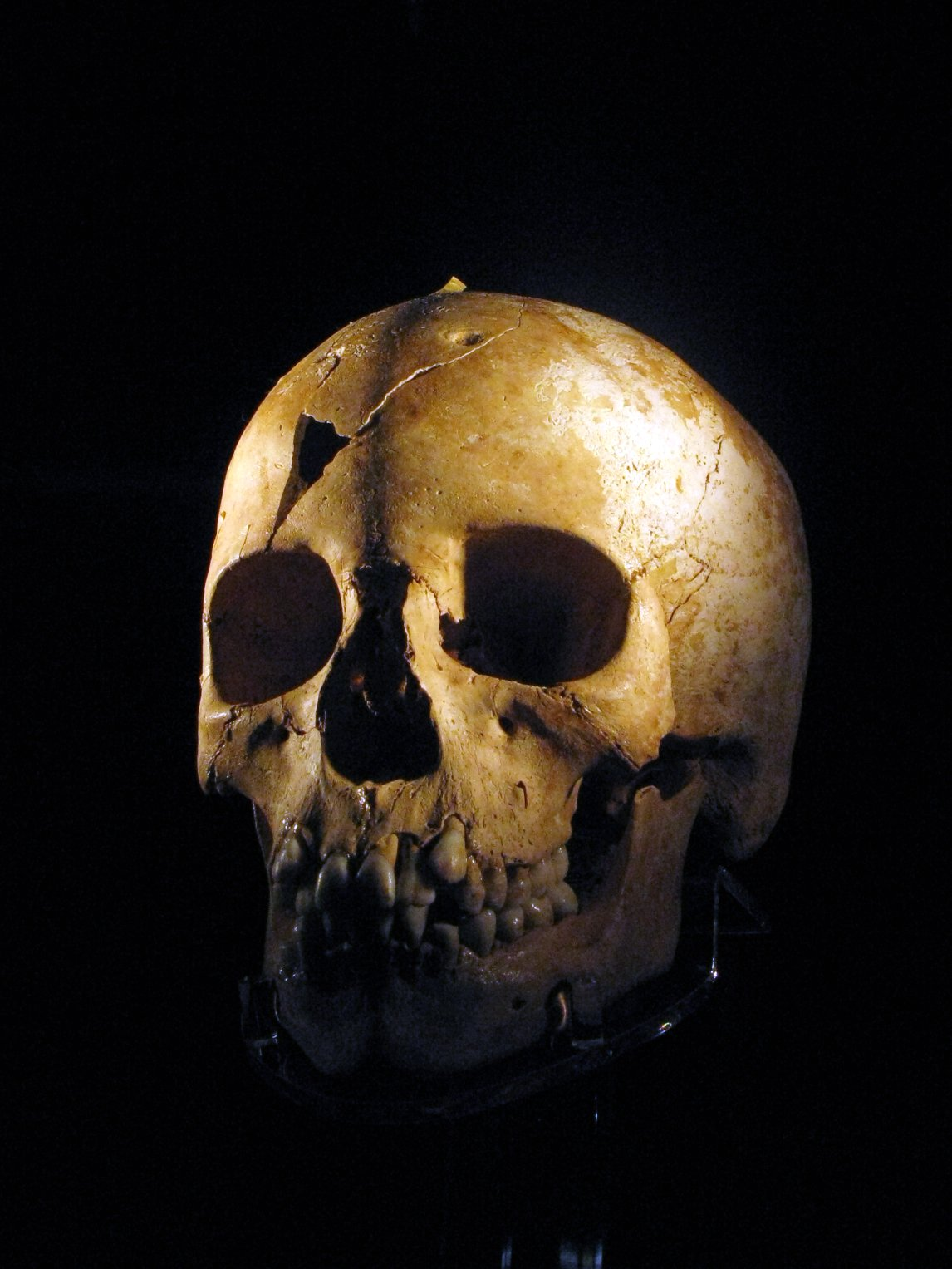
Crâne de "Myrtis" exposé au Musée national archéologique d'Athènes en 2010.

Une équipe internationale dirigée par Manólis Papagrigorákis, de l'université d’Athènes, entreprend de tenter de reconstituer l'apparence physique d'une jeune fille de 11 ans découverte dans la fosse du Céramique à partir de ses vestiges et en particulier de son crâne, extrêmement bien conservé, qui contenait même certaines de ses dents de lait. L'équipe a recours à un ensemble de procédés dits « technique Manchester » qui reconstituent scientifiquement l’épaisseur des tissus et des fibres musculaires en tenant compte du sexe, des conditions hygiéniques et de l’âge du squelette, ce qui rend possible de réaliser une sculpture reconstituant les masses musculaires.
Le travail de reconstitution dure environ dix mois. Il représente une recherche interdisciplinaire associant de nombreuses spécialités scientifiques différentes. Le nom de « Myrtis » est choisi parmi des noms courants au Ve siècle av. J.-C. pour sa sonorité simple. Il signifie « la myrte ».

## Expositions
Les résultats des recherches menées sur « Myrtis » sont présentées à l'occasion d'une exposition temporaire au musée de l'Acropole d'Athènes à partir du 9 avril 2010. Une exposition itinérante est élaborée en 2010 pour présenter le résultat de la recherche sur « Myrtis » et deux autres squelettes de la nécropole du Céramique, accueillie en Grèce au Musée d’histoire naturelle de la fondation Goulandrís, au Musée national archéologique et au Musée archéologique de Thessalonique. Elle est ensuite présentée en Chine lors de l'exposition universelle de 2010. L'exposition est accompagnée de nombreux événements scientifiques, culturels, artistiques et pédagogiques.
Myrtis est nommée « amie des Nations unies » lors de la campagne de lutte contre la pauvreté menée par l'ONU en 2011 dans le cadre des objectifs de développement du millénaire. Son image est utilisée pour dénoncer le fait que des enfants meurent toujours de la fièvre typhoïde au début du XXIe siècle alors que les remèdes existent.
Un musée virtuel est entièrement créé en 2020 dans Second Life par l'artiste Jean-François Réveillard en collaboration avec Ellinogermaniki Agogi et les équipes du Pr. J Papagrigorákis.

## Représentations dans les arts
Un livre pour la jeunesse, Μύρτις: οι ζωές της (Myrtis : ses vies) a été écrit par María Angelídou en s'inspirant des rares faits connus au sujet de la petite fille.